# Otón I de Wittelsbach

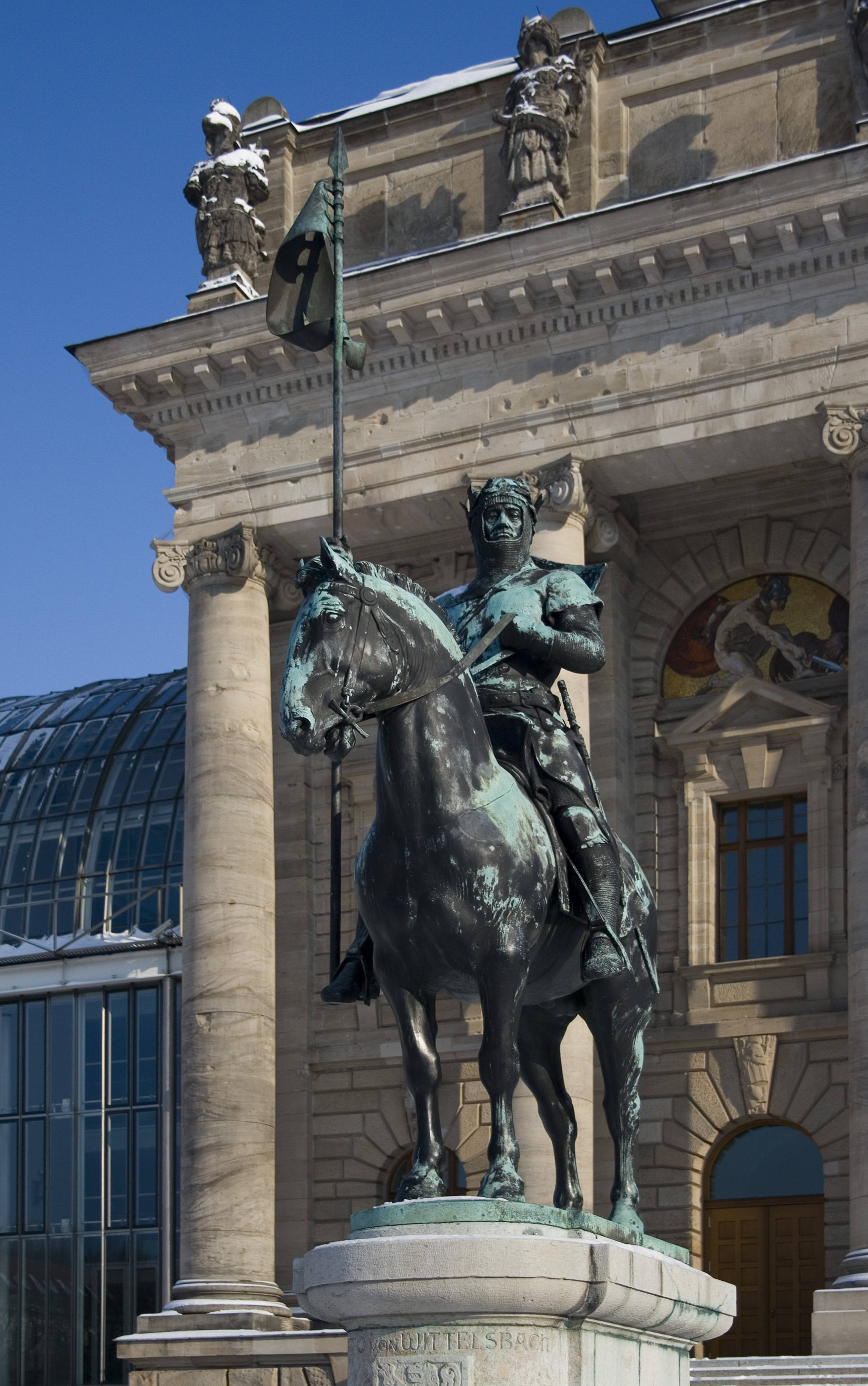
Estatua de Otón I Wittelsbach

Otón I de Wittelsbach, llamado el Pelirrojo, en alemán Otto I der Rotkopf (Kelheim, 1117 - 11 de julio de 1183), fue un noble alemán, de la  Casa de Wittelsbach, donde sucedió a su padre en 1156 con el nombre de Otón VI, y desde 1180, Duque de Baviera.
Él fue el primer gobernante de Baviera de la Casa de Wittelsbach, una dinastía que reinó hasta la abdicación del rey Luis III de Baviera en la revolución alemana de 1918. 

## Biografía
Hijo de Otón V de Wittelsbach († 1156) y de Heilika de Lengenfeld, una nieta del duque Federico I de Suabia. 
Él era hermano del arzobispo Conrado I de Maguncia y Salzburgo. A la muerte de su padre en 1156, le sucedió como conde palatino del ducado de Baviera, entonces, bajo el gobierno de Enrique el León, un descendiente de la Casa de Welf.
Como uno de los mejores caballeros al servicio del emperador Federico I Barbarroja en 1155 había evitado la derrota del emperador cerca de Verona, donde la caravana del ejército cayó en una emboscada en el camino de regreso a Alemania después de la coronación en Roma. En el Dominium mundi, conflicto entre el emperador y el Papa culminó en 1157 en el Reichstag de Besanzón, cuando la vehemencia de Otón casi le llevó a golpear al legado papal, el cardenal Rolando Bandinelli, lo que solo pudo evitar la intervención personal de Federico.
Finalmente, fue recompensado con el ducado de Baviera el 16 de septiembre de 1180, después de la deposición del duque Enrique el León. Sin embargo, con la separación de Estiria bajo el duque Otakar IV de Estiria en el mismo año, Baviera perdió el último de sus territorios del sudeste. Con el apoyo del emperador y su hermano Conrado, Otón fue capaz de asegurar el gobierno de la dinastía siendo cauteloso con la nobleza bávara. Sus descendientes gobernaron Baviera durante los próximos 738 años.
En 1183 Otón acompañó al emperador Federico a firmar la Paz de Constanza, con la Liga Lombarda y murió de repente en el camino de regreso a Pfullendorf en Suabia. Fue sucedido por su único hijo sobreviviente Luis. Los restos mortales de Otón fueron enterrados en la cripta de la Abadía Scheyern.
Fue el verdadero fundador de la Casa de Wittelsbach.

## Familia
En 1169 se casó en Kelheim con Inés de Loon (1150–1191). De este matrimonio nacieron:
- Otón (1169–1181);
- Sofía (1170–1238), casada en 1196 con el Landgrave Hermann I Landgrave de Turingia (1152–1217);
- Heilica I (* 1171) casada en 1184 con el Hallgrave Teodorico de Wasserburg (1142–1210);
- Inés (1172–1200) casada en 1186 con el Señor Enrique de Plain († 1190);
- Ricarda (1173–1231) casada en 1186 con el Señor Otón I de Geldern y Zütphen;
- Luis (1173–1231), sucesor de su padre, casado en 1204 con Ludmila de Bohemia;
- Heilica II (* 1176) casada en 1190 con el Señor Adelberto III de Dillingen († 1214);
- Isabel (* 1178) casada con el Señor Bertoldo II de Vohburg, Margrave de Cham († 1209);
- Matilde (1180–1231) casada en 1209 con el señor palatino Rapoto, Señor de Ortenburg y Kraiburg (1164–1231).